# Гриззлис Вольфсбург
«Гри́ззлис Во́льфсбург» (англ. Grizzlys Wolfsburg) — немецкий хоккейный клуб из города Вольфсбург. Выступает в Немецкой хоккейной лиге (DEL). Один из ведущих немецких клубов на протяжении 2010-х годов. Главным спонсором клуба является Volkswagen Group.

## История
В 1975—1986 клуб назывался «ТВ Ян Вольфсбург» (нем. TV Jahn Wolfsburg).
В 1986—1994 — «ЕХК Вольфсбург» (нем. EHC Wolfsburg).
В 1994—1996 — «ЕК Вольфсбург» (нем. EC Wolfsburg).
В 1996—2015 годах команда носила название «Гриззли Адамс Вольфсбург» (англ. Grizzly Adams Wolfsburg). Летом 2015 года стала называться «Гриззлис Вольфсбург».
Высшие достижением клуба — выигрыш Кубка Германии в 2009 году.
С 2000 года клуб проводит домашние матчи на АйсАрена Вольфсбург (нем. EisArena Wolfsburg) (Вольфсбург, Нижняя Саксония).
Цвета клуба — белый, оранжевый, чёрный.

## Достижения
- Обладатель Кубка Германии — 2009.
- Финалисты плей-офф Немецкой хоккейной лиги: 2011, 2016, 2017, 2021
- Выход в высшую лигу DEL — 2004, 2007
- Выход во 2-ю Бундеслигу — 2001